# Wyższa Szkoła Politechniczna w Igławie
Wyższa Szkoła Politechniczna w Igławie (cz. Vysoká škola polytechnická Jihlava – VŠPJ) – czeska uczelnia publiczna zlokalizowana w Igławie. Została założona w 2004 roku.
W 2014 roku funkcję rektora objął Václav Báča.